# Isn't It Romantic? (Beverly Hills, 90210)
Isn't It Romantic? is de tiende aflevering van het eerste seizoen van het tienerdrama Beverly Hills, 90210, die voor het eerst werd uitgezonden op 3 januari 1991.
In deze aflevering speelt Terence Ford Jack McKay, de vader van Dylan McKay. In latere afleveringen werd hij gespeeld door acteur Josh Taylor.

## Verhaal
Brenda ontdekt dat ze verliefd is geworden op Dylan. Als dit ook voor anderen duidelijk wordt, keurt Brandon dit niet goed en reageert ook vader Jim er heftig op. Hij denkt dat Dylan een slechte invloed heeft op Brenda en maakt ook ophef over Dylans vader, die veroordeeld is door zijn verleden als fraudeur.
Ondertussen ontmoet Steve een meisje dat toespraken houdt op scholen over de gevaren van aids. Dit resulteert erin dat de school in de ban raakt van het praten over condooms.

## Rolverdeling
- Jason Priestley - Brandon Walsh
- Shannen Doherty - Brenda Walsh
- Jennie Garth - Kelly Taylor
- Ian Ziering - Steve Sanders
- Gabrielle Carteris - Andrea Zuckerman
- Luke Perry - Dylan McKay
- Brian Austin Green - David Silver
- Douglas Emerson - Scott Scanlon
- Tori Spelling - Donna Martin
- Carol Potter - Cindy Walsh
- James Eckhouse - Jim Walsh
- Terence Ford - Jack McKay
- Kathy Molter - Stacy Sloan
- Raymond Singer - Mr. Kravitz